# Râul Cuntu
Râul Cuntu este unul din cele două brațe care formează râul Sebeș

## Hărți
- Harta Județului Caraș-Severin
- Harta Muntele Mic și Țarcu  Arhivat în 28 martie 2010, la Wayback Machine.